# Thomas Fydell (Politiker, 1740)
Thomas Fydell (* 21. Oktober 1740; † 6. April 1812) war ein britischer Unternehmer und Politiker.
Thomas Fydell war der älteste Sohn von Richard Fydell und dessen Frau Elizabeth (geborene Hall). Fydell war im Familiengeschäft tätig und betrieb Weinhandel in Boston und Bristol. Des Weiteren war er in Boston auch als Bankier aktiv.
Von 1772 bis 1773 bekleidete er das Amt des High Sheriff von Monmouthshire. In den Jahren 1777, 1787 und 1798 war er Bürgermeister von Boston. Bereits sein Vater, dessen Onkel und Großvater hatten dieses Amt ausgeübt. Von 1790 bis zum 5. Mai 1803 gehörte er dem britischen House of Commons an, musste 1803 jedoch seinen Sitz aufgrund von Wahlunregelmäßigkeiten aufgeben. 1806 erfolgte seine Wiederwahl in das House of Commons. Fydell blieb nun bis zu seinem Tod am 6. April 1812 Abgeordneter. In den Jahren 1803 bis 1806 vertrat sein Sohn Thomas den Wahlkreis Boston. 
Am 6. November 1766 heiratete er Elizabeth Preston. Aus der Ehe gingen zwei Söhne und eine Tochter hervor.